# Iglesia de Santa Bárbara (Mas del Olmo)
La iglesia parroquial de Santa Bárbara de Mas del Olmo (Ademuz) es un templo de culto católico, perteneciente al arciprestazgo de San Antonio Abad, del Arzobispado de Valencia. 
Hasta 1960 perteneció a la Diócesis de Segorbe.
Es Bien de Relevancia Local con identificador número 46.09.001-004.

## Historia
El templo de Santa Bárbara de Mas del Olmo fue el último de los eremitorios de las aldeas de Ademuz en construirse. Todavía en la primera década del siglo XVII sus habitantes se quejaban ante el rector de san Pedro de Ademuz por la lejanía de la parroquial, pidiéndole permiso para acudir a la vecina parroquia de Puebla de San Miguel, para cumplir con sus obligaciones cristianas.
Poco después, tenía lugar la construcción de la entonces ermita de santa Bárbara, que sería servida cada domingo por un cura beneficiado de la parroquial de san Pedro. A finales del siglo XVIII la ermita de Mas del Olmo llegaría a compartir vicario con Sesga, asignándosele uno propio en el último tercio del siglo XVIII.

## Descripción
El edificio presenta la habitual planta rectangular, distinguiéndose el presbiterio de la nave, que no presenta capillas laterales. La cubierta del presbiterio consiste en una corta bóveda de cañón con dos tramos de lunetos, recientemente restaurada. La nave presenta tres tramos definidos por dos arcos diafragmáticos de medio punto, que sostienen una cubierta menos elaborada, de madera a dos aguas. El tramo de los pies es ocupado por el coro que se sitúa en alto, con la típica balaustrada de madera torneada. Conserva el púlpito con tornavoz, situado en el lado del Evangelio.
En el exterior destaca la sencilla portada, que es lateral y adintelada, coronada por una pequeña hornacina que contiene una imagen nueva de la titular. La ermita de santa Bárbara es el único templo de los repartidos en las aldeas de Ademuz que posee torre campanario. Ésta se sitúa adosada en el lado opuesto de la portada y es de sección cuadrada, si bien el cuerpo superior presenta las esquinas rebajadas, dando una atractiva apariencia poligonal. La única campana que acoge fue fundida a mediados del siglo XVIII, por lo que es una de las más antiguas que se conservan en los templos del término.

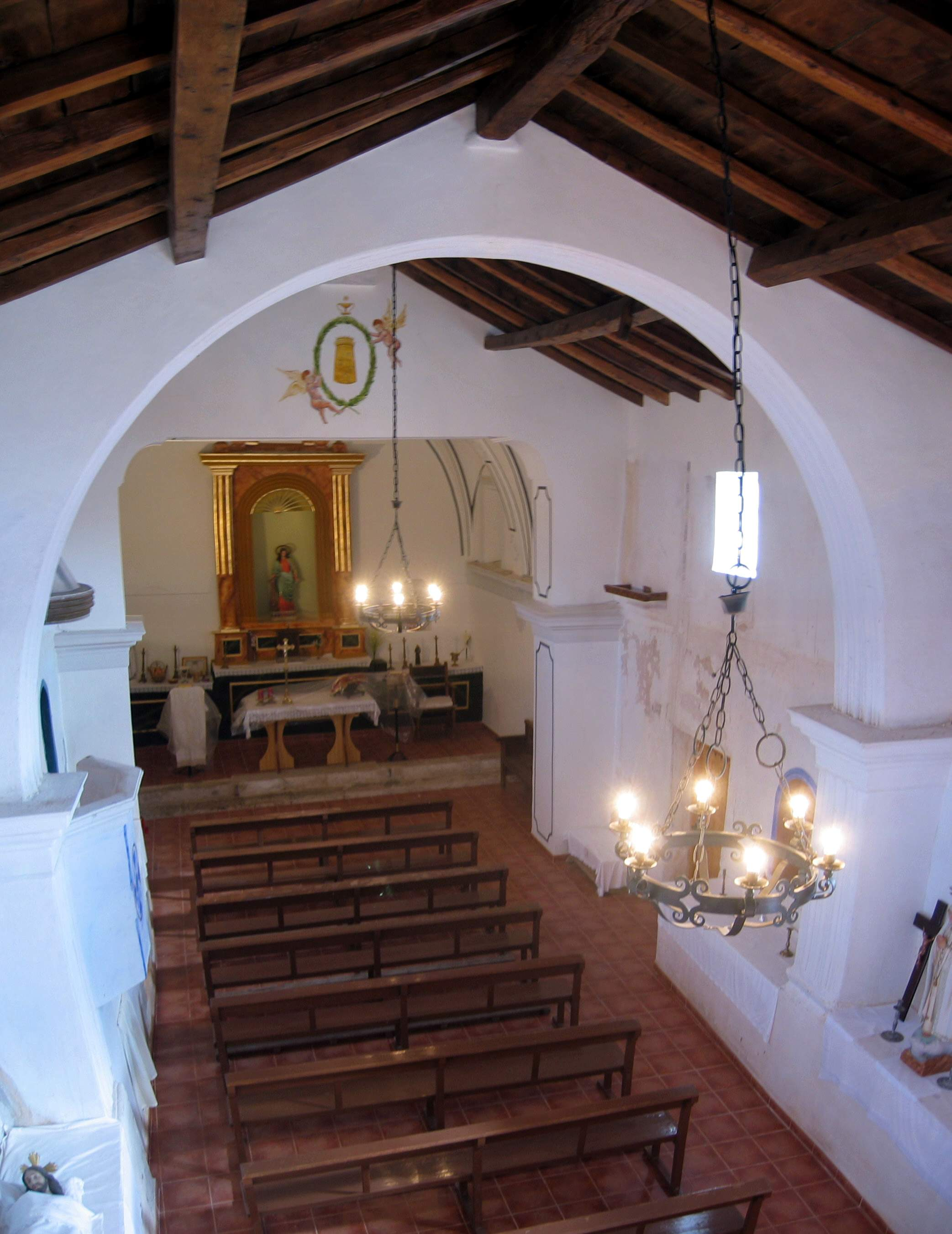
Vista interior

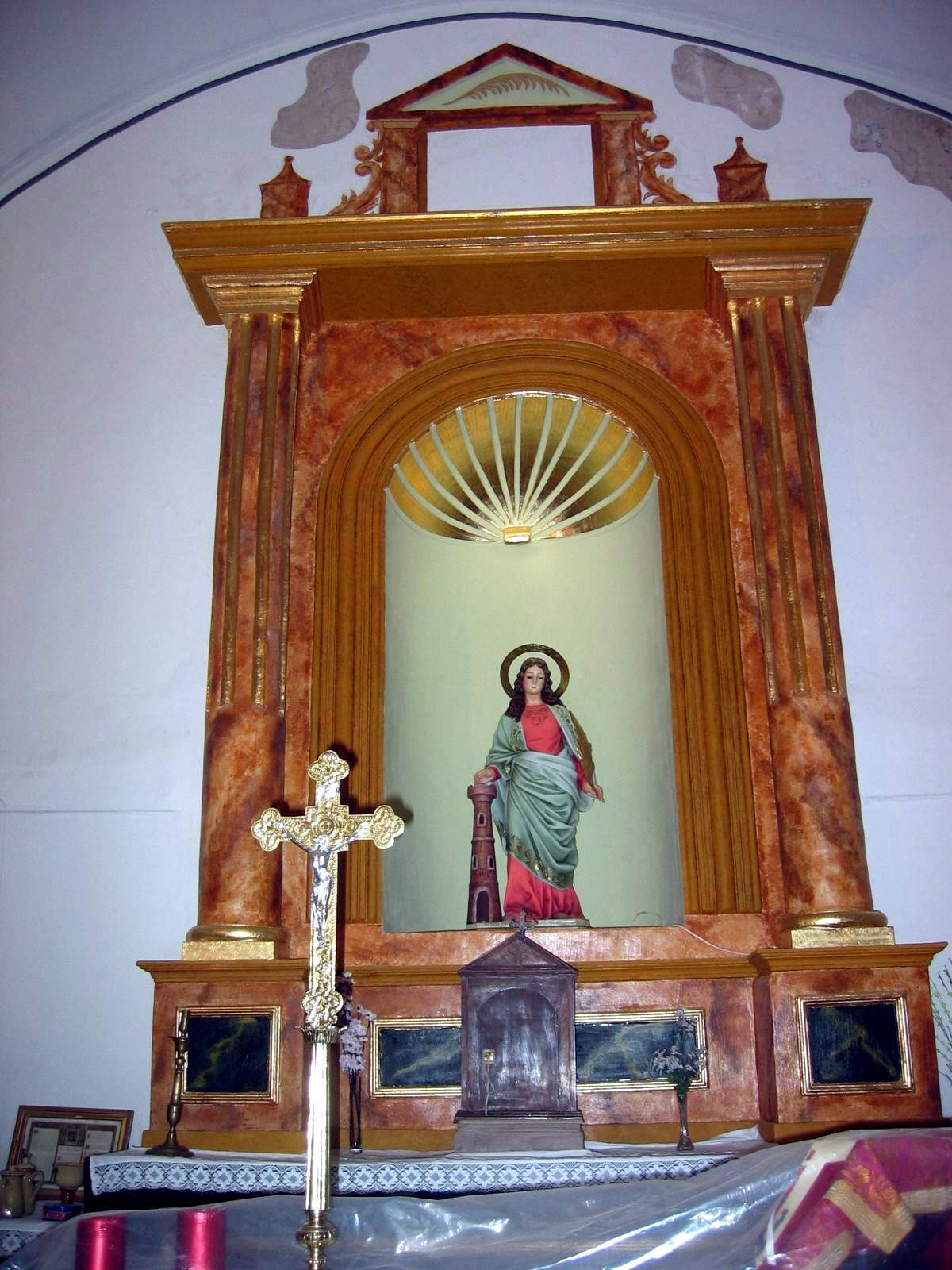
Imagen de Santa Bárbara

## Restauración
La Universidad de Valencia ha desarrollado en ella unos campos de trabajo que se han encargado de restaurar el interior de la Ermita de Santa Bárbara (2004-2006). El trabajo ha sido llevado a cabo por estudiantes y licenciados en Historia del Arte de la Universidad de Valencia.